# La Empresa
La Empresa es un stable heel de lucha libre profesional de la empresa mexicana Lucha Libre AAA Worldwide, quiénes están conformado por Jeff Jarrett, Karen Jarrett, DMT Azul, Puma King, Sam Adonis y Estrellita. El stable fue creado el 1 de mayo de 2021, a partir del evento Rey de Reyes.
El nombre del stable "La Empresa" se basa quienes estuvieron en la empresa rival Consejo Mundial de Lucha Libre, similar a la anterior stable "El Consejo" (donde duraron en 2011 y 2014).

## Historia
El 1 de mayo de 2021 en Rey de Reyes, Sam Adonis y DMT Azul quienes debutan en la AAA junto con Puma King (quien hizo regreso a la AAA debido a la pandemia de COVID-19), atacando a Chessman, Pagano y Psycho Clown en la lucha estelar. el 16 de mayo, La Empresa hicieron su aparición en International Wrestling Revolution Group en una lucha contra Los Negociantes (Demonio Infernal & Fresero Jr.) donde terminaron en doble descalificación. Durante toda las funciones independientes en México, King y Azul continúan sus luchas sin ninguna victoria o derrota en AULL e IWRG. El 14 de agosto en Triplemanía XXIX, La Empresa lograron derrotar a Chessman, Murder Clown y Pagano. Esa misma noche antes de su lucha, salieron a ayudar a Nueva Generación Dinamita (El Cuatrero, Forastero & Sansón) atacando a El Nuevo Poder del Norte (Carta Brava Jr., Mocho Cota Jr & Tito Santana) luego de su lucha de la Copa Triplemanía terminando uniendo al stable.

## Miembros

### Miembros actuales
| Nombre        | Tiempo                          | Notas                                        |
| ------------- | ------------------------------- | -------------------------------------------- |
| Puma King     | 1 de mayo de 2021 – presente    | Miembro fundador.                            |
| DMT Azul      | 1 de mayo de 2021 – presente    | Miembro fundador del grupo.                  |
| Sam Adonis    | 1 de mayo de 2021 – presente    | Miembro fundador del grupo.                  |
| Estrellita    | 9 de octubre de 2021 – presente | Primera luchadora en unirse al grupo. Valet. |
| Gringo Loco   | 31 de marzo de 2022 – presente  | Se unieron como miembro de La Empresa.       |
| Karen Jarrett | 31 de marzo de 2022 – presente  | Se unieron como miembro de La Empresa.       |
| Jeff Jarrett  | 31 de marzo de 2022 – presente  | Líder del grupo.                             |

### Miembros anteriores
| Nombre   | Tiempo                                      | Notas |
| -------- | ------------------------------------------- | --- |
| Microman | 19 de febrero de 2022 – 5 de agosto de 2022 | Dejó el grupo interfiriendo en la lucha por el Campeonato Mundial de Tríos de AAA en contra de la agrupación, debido al mal trato que tuvo en la facción, como resultado de lo sucedido, cambio a face. |

## Campeonatos y logros
- Lucha Libre AAA Worldwide
  - Campeonato Mundial de Tríos de AAA (1 vez) – Azul, King & Adonis